# 李焕然
李焕然（1948年—），湖南长沙人，汉族，中华人民共和国政治人物、第十一届全国人民代表大会湖南地区代表。
毕业于自考企业管理专业，是中共党员。担任长沙县印山村党委书记、印山实业集团董事长。2008年起担任全国人大代表。